# Adelinde
Adelinde is een meisjesnaam. Van oorsprong is het een Duitse naam. De naam is een samenstelling van de Germaanse stamvormen adal (edel) en lind (slang of schild van lindehout). Hoewel de slang bij veel culturen een negatieve klank heeft en het kwaad en zonde belichaamt is slang bij de Germanen de bewaker van de schatten.